# Distrikt Höxter

Lage im Departement der Fulda 1811

Der Distrikt Höxter war von 1807 bis 1813 eine Verwaltungseinheit des Departement der Fulda des Königreiches Westphalen. Der Distrikt besaß eine ähnliche Abgrenzung wie der heutige Kreis Höxter.

## Geschichte
Nach seiner Gründung erhielt das Königreich Westphalen Verwaltungsstrukturen nach französischem Vorbild. Die Gebietseinteilung des Königreichs wurde durch ein Königliches Dekret vom 24. Dezember 1807 festgelegt. Dabei wurde auch der Umfang des Distrikts Höxter festgelegt. Der Distrikt Höxter umfasste den ehemaligen oberwaldischen (östlichen) Bezirk des Hochstifts Paderborn, das ehemalige Fürstentum Corvey, braunschweigische und hannoversche Gebiete im Raum Bodenwerder/Polle sowie kurhessisches Gebiet im Raum Trendelburg. Die heutige Entsprechung bildet zum größten Teil der heutige Kreis Höxter in Nordrhein-Westfalen. 
Durch ein weiteres Königliches Dekret wurde der Kanton Bodenwerder, nunmehr als Kanton Ottenstein bezeichnet, am 19. Juli 1810 in das Departement der Leine umgegliedert und dort dem Distrikt Rinteln zugeordnet.
Im November 1813 rückten preußische Truppen in den Distrikt ein und nahmen das Gebiet wieder in Besitz. 1815 sanktionierte der Wiener Kongress endgültig den preußischen Besitz. Der größte Teil des Distrikts fiel an die preußische Provinz Westfalen und kam 1816 zu den neuen Kreisen Kreis Höxter und Warburg. Die meisten Kantone dieses Gebiets bestanden als Verwaltungsbezirke innerhalb der Kreise fort und wurden in den 1840er Jahren zu Ämtern. Die ehemals braunschweigischen, hannoverschen und kurhessischen Gebiete fielen wieder an ihre alten Landesherren. Das Gebiet des Kantons Bodenwerder liegt heute in Niedersachsen und das des Kantons Trendelburg in Hessen.

## Daten
Der Distrikt bestand aus 16 Cantonen bzw. 116 Gemeinden bzw. 18 Städten, einer Vorstadt, 105 Dörfern, 28 Weilern und 43 zerstreuten Wohnungen mit insgesamt 10.793 Feuerstellen (Wohneinheiten). Die Fläche des Distriktes betrug 21¾ Quadratmeilen oder 60¼ Quadrat-Lieu. Auf einer Quadratmeile lebten 3.097 Einwohner. Im Jahre 1811 lebten in dem Distrikt 66.070 Einwohner, davon 32.550 männliche und 33.520 weibliche. Die Anzahl der Religionsangehörigen war bei den Katholiken 57.070, bei den Lutheranern 2.690, bei den Reformierten 4.403 und bei den Israeliten 1.647.

## Gliederung
| Kanton       | Städte und Dörfer |
| ------------ | --- |
| Albaxen      | Albaxen, Bödexen, Brenkhausen, Fürstenau, Lütmarsen, Ovenhausen und Stahle                                                                                                |
| Beverungen   | Beverungen (Stadt), Amelunxen, Blankenau, Bruchhausen, Dalhausen, Drenke, Haarbrück, Herstelle, Jakobsberg, Rothe und Tietelsen, Wehrden                                  |
| Bodenwerder  | Bodenwerder (Stadt), Brevörde, Deitlevsen, Grave, Grohnde, Hehlen, Heinsen, Hohe, Kemnade, Kirchohsen, Lüntorf, Meiborsen, Ottenstein, Pegestorf, Polle und Vahlbruch     |
| Borgentreich | Borgentreich (Stadt), Borgholz, Großeneder und Natzungen |
| Brakel       | Brakel (Stadt), Beller, Bellersen, Bökendorf, Erkeln, Hembsen, Hinnenburg, Istrup und Riesel                                                                              |
| Driburg      | Driburg (Stadt), Alhausen, Altenbeken, Buke, Erpentrup, Herste, Langeland, Pömbsen und Reelsen                                                                            |
| Dringenberg  | Dringenberg (Stadt), Altenheerse, Kühlsen, Neuenheerse, Schwaney und Willebadessen                                                                                        |
| Gehrden      | Gehrden (Stadt), Auenhausen, Fölsen, Frohnhausen, Hampenhausen, Natingen, Niesen, Rheder, Schmechten und Siddessen                                                        |
| Höxter       | Höxter (Stadt), Bosseborn, Godelheim und Ottbergen |
| Lüdge        | Lügde (Stadt) und Harzberg |
| Nieheim      | Nieheim (Stadt), Entrup, Erwitzen, Eversen, Himmighausen, Holzhausen, Merlsheim, Oeynhausen, Schönenberg und Sommersell                                                   |
| Peckelsheim  | Peckelsheim (Stadt), Borlinghausen, Drankhausen, Eissen, Engar, Helmern, Ikenhausen, Löwen, Schweckhausen und Willegassen                                                 |
| Rösebeck     | Bühne, Daseburg, Körbecke, Lütgeneder, Manrode, Muddenhagen und Rösebeck                                                                                                  |
| Steinheim    | Steinheim (Stadt), Bergheim, Kempenfeldrom, Ottenhausen, Rolfzen, Sandebeck und Vinsebeck                                                                                 |
| Trendelburg  | Trendelburg (Stadt), Eberschütz, Deisel, Helmarshausen (Stadt), Lamerden, Langenthal und Sielen                                                                           |
| Vörden       | Vörden (Stadt), Altenbergen, Born, Bredenborn, Bremerberg, Eilversen, Großenbreden, Hagedorn, Hohehaus, Kleinenbreden, Kollerbeck, Löwendorf, Münsterbrock und Papenhöfen |
| Warburg      | Warburg (Stadt), Bonenburg, Dössel, Hohenwepel, Menne, Nörde, Ossendorf, Rimbeck und Scherfede                                                                            |